# Solenopsis pusillignis
Solenopsis pusillignis är en myrart som beskrevs av Trager 1991. Solenopsis pusillignis ingår i släktet eldmyror, och familjen myror. Inga underarter finns listade i Catalogue of Life.